# Finlande aux Jeux olympiques d'hiver de 1988
Cet article contient des informations sur la participation et les résultats de la Finlande aux Jeux olympiques d'hiver de 1988 qui ont eu lieu à Calgary au Canada.

## Médaillés
| Médaille | Nom | Sport | Épreuve                            |
| --- | --- | --- | ---------------------------------- |
| Or | Marjo Matikainen | Ski de fond | 5 km classique femmes              |
| Or | Matti Nykänen | Saut à ski | Tremplin normal hommes             |
| Or | Matti Nykänen | Saut à ski | Grand tremplin hommes              |
| Or | Ari-Pekka Nikkola Matti Nykänen Jari Puikkonen Tuomo Ylipulli | Saut à ski | Par équipe hommes (grand tremplin) |
| Argent | Équipe de Finlande de hockey sur glace \| - Timo Blomqvist - Kari Eloranta - Raimo Helminen - Iiro Järvi - Esa Keskinen - Erkki Laine - Kari Laitinen \| - Erkki Lehtonen - Jyrki Lumme - Reijo Mikkolainen - Jarmo Myllys - Teppo Numminen - Janne Ojanen - Arto Ruotanen \| - Reijo Ruotsalainen - Simo Saarinen - Kai Suikkanen - Timo Susi - Jukka Tammi - Jari Torkki - Pekka Tuomisto - Jukka Virtanen \| | Hockey sur glace | Compétition hommes                 |
| Bronze | Marjo Matikainen | Ski de fond | 10 km classique femmes             |
| Bronze | Marja-Liisa Kirvesniemi Marjo Matikainen Pirkko Määttä Jaana Savolainen | Ski de fond | Relais 4 × 5 km femmes             |
| - Timo Blomqvist - Kari Eloranta - Raimo Helminen - Iiro Järvi - Esa Keskinen - Erkki Laine - Kari Laitinen | - Erkki Lehtonen - Jyrki Lumme - Reijo Mikkolainen - Jarmo Myllys - Teppo Numminen - Janne Ojanen - Arto Ruotanen | - Reijo Ruotsalainen - Simo Saarinen - Kai Suikkanen - Timo Susi - Jukka Tammi - Jari Torkki - Pekka Tuomisto - Jukka Virtanen |                                    |

## Résultats

### Ski alpin
Femme
| Athlète        | Épreuve      | Course 1         | Course 2 | Total            | Total |
| Athlète        | Épreuve      | Temps            | Temps    | Temps            | Rang  |
| -------------- | ------------ | ---------------- | -------- | ---------------- | ----- |
| Nina Ehrnrooth | Slalom géant | N'a pas terminée | –        | N'a pas terminée | –     |
| Nina Ehrnrooth | Slalom       | N'a pas terminée | –        | N'a pas terminée | –     |

### Biathlon
Homme
| Épreuve      | Athlète         | Manqués1 | Temps         | Rang |
| ------------ | --------------- | -------- | ------------- | ---- |
| Sprint 10 km | Antero Lähde    | 3        | 27 min 59 s 9 | 42   |
| Sprint 10 km | Juha Tella      | 3        | 27 min 58 s 3 | 41   |
| Sprint 10 km | Harri Eloranta  | 3        | 27 min 15 s 2 | 25   |
| Sprint 10 km | Tapio Piipponen | 1        | 26 min 02 s 2 | 7    |

| Épreuve | Athlète           | Temps         | Manqués | Temps ajusté2     | Rang |
| ------- | ----------------- | ------------- | ------- | ----------------- | ---- |
| 20 km   | Arto Jääskeläinen | 58 min 29 s 5 | 11      | 1 h 09 min 29 s 5 | 58   |
| 20 km   | Harri Eloranta    | 58 min 10 s 6 | 7       | 1 h 05 min 10 s 6 | 50   |
| 20 km   | Juha Tella        | 57 min 39 s 0 | 6       | 1 h 03 min 39 s 0 | 38   |
| 20 km   | Tapio Piipponen   | 55 min 18 s 3 | 3       | 58 min 18 s 3     | 8    |

Relais 4 × 7,5 km femmes
| Athlètes                                                  | Course    | Course            | Course |
| Athlètes                                                  | Manqués 1 | Temps             | Rang   |
| --------------------------------------------------------- | --------- | ----------------- | ------ |
| Juha Tella Antero Lähde Arto Jääskeläinen Tapio Piipponen | 5         | 1 h 30 min 54 s 4 | 12     |

1Un tour de pénalité de 150 mètres doit être skiée par cible manquée. 

2Une minute ajoutée par cible manquée.

### Ski de fond
| Épreuve         | Athlète           | Course            | Course |
| Épreuve         | Athlète           | Temps             | Rang   |
| --------------- | ----------------- | ----------------- | ------ |
| 15 km classique | Jari Räsänen      | 45 min 04 s 5     | 30     |
| 15 km classique | Jari Laukkanen    | 44 min 22 s 0     | 25     |
| 15 km classique | Aki Karvonen      | 43 min 54 s 5     | 20     |
| 15 km classique | Harri Kirvesniemi | 42 min 42 s 8     | 8      |
| 30 km classique | Jari Laukkanen    | 1 h 35 min 51 s 6 | 52     |
| 30 km classique | Kari Ritanen      | 1 h 31 min 05 s 2 | 27     |
| 30 km classique | Aki Karvonen      | 1 h 29 min 49 s 5 | 19     |
| 30 km classique | Harri Kirvesniemi | 1 h 26 min 59 s 6 | 9      |
| 50 km libre     | Antti Ticklén     | 2 h 18 min 41 s 8 | 45     |
| 50 km libre     | Heikki Kivikko    | 2 h 12 min 27 s 1 | 29     |
| 50 km libre     | Harri Kirvesniemi | 2 h 11 min 41 s 8 | 22     |
| 50 km libre     | Kari Ristanen     | 2 h 08 min 08 s 1 | 7      |

| Athlètes                                                    | Course            | Course |
| Athlètes                                                    | Temps             | Rang   |
| ----------------------------------------------------------- | ----------------- | ------ |
| Jari Laukkanen Harri Kirvesniemi Jari Räsänen Kari Ristanen | 1 h 48 min 24 s 0 | 8      |

| Épreuve         | Athlète                            | Course            | Course |
| Épreuve         | Athlète                            | Temps             | Rang   |
| --------------- | ---------------------------------- | ----------------- | ------ |
| 5 km classique  | Pirkko Määttä                      | 15 min 51 s 8     | 16     |
| 5 km classique  | Tuulikki Pyykkönen                 | 15 min 38 s 1     | 12     |
| 5 km classique  | Marja-Liisa Kirvesniemi-Hämäläinen | 15 min 16 s 7     | 5      |
| 5 km classique  | Marjo Matikainen                   | 15 min 04 s 0     | 1      |
| 10 km classique | Tuulikki Pyykkönen                 | 32 min 37 s 7     | 29     |
| 10 km classique | Marja-Liisa Kirvesniemi-Hämäläinen | 30 min 57 s 0     | 9      |
| 10 km classique | Pirkko Määttä                      | 30 min 52 s 4     | 7      |
| 10 km classique | Marjo Matikainen                   | 30 min 20 s 5     | 3'     |
| 20 km libre     | Eija Hyytiäinen                    | 1 h 02 min 06 s 9 | 32     |
| 20 km libre     | Jaana Savolainen                   | 1 h 01 min 26 s 8 | 28     |
| 20 km libre     | Marjo Matikainen                   | 58 min 50 s 7     | 12     |
| 20 km libre     | Marja-Liisa Kirvesniemi-Hämäläinen | 58 min 45 s 6     | 11     |

| Athlètes                                                                           | Course            | Course |
| Athlètes                                                                           | Temps             | Rang   |
| ---------------------------------------------------------------------------------- | ----------------- | ------ |
| Pirkko Määttä Marja-Liisa Kirvesniemi-Hämäläinen Marjo Matikainen Jaana Savolainen | 1 h 01 min 53 s 8 | 3      |

### Hockey sur glace

#### Groupe A
Les trois premières équipes se qualifient pour la phase finale.
|          | Joués | Victoires | Défaites | Égalités | Buts pour | Buts contre | Points |
| -------- | ----- | --------- | -------- | -------- | --------- | ----------- | ------ |
| Finlande | 5     | 3         | 1        | 1        | 22        | 8           | 7      |
| Suède    | 5     | 2         | 0        | 3        | 23        | 10          | 7      |
| Canada   | 5     | 3         | 1        | 1        | 17        | 12          | 7      |
| Suisse   | 5     | 3         | 2        | 0        | 19        | 10          | 6      |
| Pologne  | 5     | 1         | 3        | 1        | 9         | 13          | 3      |
| France   | 5     | 0         | 5        | 0        | 10        | 47          | 0      |

- Suisse 2-1 Finlande
- Finlande 10-1 France
- Finlande 3-1 Canada
- Finlande 3-3 Suède
- Finlande 5-1 Pologne

#### Phase finale
Les trois premières équipes de chaque groupe jouent contre les trois premières groupes de l'autre équipe. Les points de leurs précédents matchs contre les adversaires qualifiés de leur groupe sont retirés.
|                      | Joués | Victoires | Défaites | Égalités | Buts pour | Buts contre | Points |
| -------------------- | ----- | --------- | -------- | -------- | --------- | ----------- | ------ |
| Union soviétique     | 5     | 4         | 1        | 0        | 25        | 7           | 8      |
| Finlande             | 5     | 3         | 1        | 1        | 18        | 10          | 7      |
| Suède                | 5     | 2         | 1        | 2        | 15        | 16          | 6      |
| Canada               | 5     | 2         | 2        | 1        | 17        | 14          | 5      |
| Allemagne de l'Ouest | 5     | 1         | 4        | 0        | 8         | 26          | 2      |
| Tchécoslovaquie      | 5     | 1         | 4        | 0        | 12        | 22          | 2      |

- Finlande 8-0 Allemagne de l'Est
- Tchécoslovaquie 5-2 Finlande
- Finlande 2-1 Union soviétique

### Meilleurs pointeurs
| Rang |                | Matchs joués | Buts | Aides | Pts | Minutes de pénalités |
| ---- | -------------- | ------------ | ---- | ----- | --- | -------------------- |
| 7e   | Erkki Lehtonen | 8            | 4    | 6     | 10  | 2                    |

Composition de l'équipe
- Jarmo Myllys
- Jukka Tammi
- Timo Blomqvist
- Kari Eloranta
- Jyrki Lumme
- Teppo Numminen
- Arto Ruotanen
- Reijo Ruotsalainen
- Simo Saarinen
- Jukka Virtanen
- Raimo Helminen
- Iiro Järvi
- Esa Keskinen
- Erkki Laine
- Kari Laitinen
- Erkki Lehtonen
- Reijo Mikkolainen
- Janne Ojanen
- Kai Suikkanen
- Timo Susi
- Jari Torkki
- Pekka Tuomisto
- Entraîneurs: Pentti Matikainen et Hannu Jortikka

### Combiné nordique
Individuel hommes
Épreuves:
- saut à ski avec un tremplin normal (Sont comptés parmi les trois sauts effectués, les deux meilleurs.)
- ski de fond pendant 15 km (Départ différé, basé sur les résultats du saut à ski.)

| Athlète          | Épreuve    | Saut à ski | Saut à ski | Ski de fond  | Ski de fond   | Total   | Total |
| Athlète          | Épreuve    | Points     | Rang       | Départ après | Temps         | Points  | Rang  |
| ---------------- | ---------- | ---------- | ---------- | ------------ | ------------- | ------- | ----- |
| Pasi Saapunki    | Individuel | 193,3      | 28         | 3 min 54 s 7 | 42 min 44 s 1 | 402,740 | 15    |
| Jukka Ylipulli   | Individuel | 196,7      | 24         | 3 min 32 s 0 | 42 min 55 s 6 | 401,010 | 16    |
| Jouko Parviainen | Individuel | 198,9      | 20         | 3 min 17 s 4 | 44 min 59 s 6 | 382,420 | 33    |
| Sami Leinonen    | Individuel | 202,4      | 18         | 2 min 54 s 0 | 42 min 58 s 4 | 400,590 | 17    |

Par équipe hommes
Trois participants par équipe.
Épreuves:
- saut à ski avec un tremplin normal (Trois sauts pour chaque membre de l'équipe, les deux meilleurs sont comptabilisés.)
- ski de fond pendant 10 km (Départ différé, basé sur les résultats du saut à ski.)

| Athlètes                                      | Saut à ski | Saut à ski | Ski de fond  | Ski de fond       | Total |
| Athlètes                                      | Points     | Rang       | Départ après | Temps             | Rang  |
| --------------------------------------------- | ---------- | ---------- | ------------ | ----------------- | ----- |
| Pasi Saapunki Jouko Parviainen Jukka Ylipulli | 561,3      | 7          | 5 min 42 s 5 | 1 h 25 min 38 s 3 | 7     |

### Saut à ski
| Athlète           | Épreuve         | Saut 1   | Saut 1 | Saut 2   | Saut 2 | Total  | Total |
| Athlète           | Épreuve         | Distance | Points | Distance | Points | Points | Rang  |
| ----------------- | --------------- | -------- | ------ | -------- | ------ | ------ | ----- |
| Risto Laakkonen   | Tremplin normal | 81,0     | 97,2   | 76,5     | 86,0   | 183,2  | 23    |
| Ari-Pekka Nikkola | Tremplin normal | 83,5     | 100,2  | 79,0     | 90,5   | 190,7  | 15    |
| Jari Puikkonen    | Tremplin normal | 84,0     | 105,5  | 80,0     | 93,6   | 199,1  | 7     |
| Matti Nykänen     | Tremplin normal | 89,5     | 114,8  | 89,5     | 114,3  | 229,1  | 1     |
| Pekka Suorsa      | Grand tremplin  | 99,5     | 83,7   | 97,0     | 79,7   | 163,4  | 38    |
| Ari-Pekka Nikkola | Grand tremplin  | 106,0    | 97,3   | 102,0    | 91,7   | 189,0  | 16    |
| Jari Puikkonen    | Grand tremplin  | 106,0    | 99,3   | 103,5    | 95,3   | 194,6  | 11    |
| Matti Nykänen     | Grand tremplin  | 118,5    | 120,8  | 107,0    | 103,2  | 224,0  | 1     |

| Athlètes                                                      | Résultat | Résultat |
| Athlètes                                                      | Points 1 | Rang     |
| ------------------------------------------------------------- | -------- | -------- |
| Matti Nykänen Ari-Pekka Nikkola Tuomo Ylipulli Jari Puikkonen | 634,4    | 1        |

### Patinage de vitesee
Homme
| Épreuve  | Athlète         | Course         | Course |
| Épreuve  | Athlète         | Temps          | Rang   |
| -------- | --------------- | -------------- | ------ |
| 1 500 m  | Pertti Niittylä | 1 min 56 s 48  | 25     |
| 5 000 m  | Timo Järvinen   | 6 min 56 s 68  | 18     |
| 5 000 m  | Pertti Niittylä | 6 min 55 s 18  | 16     |
| 10 000 m | Timo Järvinen   | 14 min 27 s 69 | 17     |
| 10 000 m | Pertti Niittylä | 14 min 26 s 57 | 15     |